# Бетлехем (Пенсилванија)
Бетлехем (енгл. Bethlehem) град је у америчкој савезној држави Пенсилванија. По попису становништва из 2010. у њему је живело 74.982 становника.
Основали су га 1741. године Моравски мисионари.

## Демографија
Према попису становништва из 2010. у граду је живело 74.982 становника, што је 3.653 (5,1%) становника више него 2000. године.
| Група             | 2000.          | 2010.          |
| Белци             | 53.408 (74,9%) | 49.032 (65,4%) |
| Афроамериканци    | 2.596 (3,6%)   | 5.199 (6,9%)   |
| Азијати           | 1.585 (2,2%)   | 2.143 (2,9%)   |
| Хиспаноамериканци | 13.002 (18,2%) | 18.268 (24,4%) |
| Укупно            | 71.329         | 74.982         |